# TG100型柴油机车
TG100型柴油机车（俄语：ТГ100）是苏联铁路的第一种液力传动干线客运柴油机车，由位于乌克兰的卢甘斯克机车制造厂设计制造。

## 发展历史
1956年，苏联首次试制了液力传动柴油机车——TGM1型调车机车。1958年，卢甘斯克机车制造厂开始研制液力传动干线客运柴油机车，并于1959年试制了首台TG100型柴油机车。TG100-001号机车出厂后，在卢甘斯克—莫斯科—列宁格勒之间进行了试运行，最高牵引定额达到3400吨，但由于高速柴油机及液力机械传动装置故障较多，TG100型柴油机车未批准投入批量生产。完成试验后，TG100-001号机车被移交第聂伯罗彼得罗夫斯克运输工程研究所作研究及培训用途。

## 技术特点
TG100型柴油机车是双节重联的干线客运用柴油机车，由两节结构相同的单司机室四轴机车通过车钩连接而成，两车连接部分设有通过台折棚风挡，亦可以根据需要分解为两台机车独立运行。机车采用非承载式车体，车体各项载荷全部由底架承担，车体侧墙和顶盖不参与承载。车体从前至后分别为司机室、动力室、冷却室三个部分。每节机车的走行部为两台二轴转向架，底架和车体重量通过四点式旁承由两台转向架支承，牵引力和制动力通过心盘传递。转向架构架采用铸钢件及钢板焊接结构，轮对轴箱采用导框式定位结构，一系悬挂装置由螺旋弹簧、钢板弹簧、均衡梁等组成。
每节机车装用两台М751型柴油机，该型柴油机为12气缸、四冲程、机械增压的V型高速柴油机，气缸直径为180毫米，活塞行程为200毫米（副缸为209.8毫米），额定转速为每分钟1400转，最低稳定转速为每分钟600～800转，装车功率为750马力，单位燃料消耗量为175～180克/有效马力·小时。柴油机通过橡胶垫固定在车体底架上，柴油机缸体及油底壳采用铝合金铸造结构，活塞采用铝合金冲压件加工工艺，柴油机具有由离心式鼓风机组成的单级机械增压器。柴油机并具有超速保护装置。此外，柴油机亦用于驱动空气压缩机和辅助交流发电机。
TG100型机车的液力机械传动系统主要包括液力传动箱、齿轮变速箱、离合器、万向轴等。柴油机通过万向轴及行星齿轮变速箱（齿轮比为69：45）将功率传递到ГТК-П型液力传动箱，液力传动箱采用单循环圆液力变扭器作为功率转换装置，再从液力变速箱输出法兰传给三段式齿轮变速箱，通过离合器选择每一档的传动齿轮比及传递转矩，从而驱动轮对。

## 参看
- TGM1型柴油机车
- TG102型柴油机车
- TGP50型柴油机车